# 완주 대원사 목조삼세불좌상
완주 대원사 목조삼세불좌상(完州 大院寺 木造三世佛坐像)은 대한민국 전북특별자치도 완주군 대원사에 있는 불상이다. 2008년 8월 1일 전라북도의 유형문화재 제215호로 지정되었다.

## 개요
이 불상은 석가모니불상과 아미타불상, 약사불상으로 이루어진 삼세불상으로 현재 모악산 대원사의 대웅전에 주불로 봉안되어 있다. 중앙의 석가모니불을 중심으로 왼쪽(향우)에는 약사불, 오른쪽(향좌)에는 아미타불이 봉안되어 있는데, 坐高는 116~130cm에 이른다. 세 불상 모두 비교적 보존상태는 양호한 편이다.
삼세불이란 원래 과거, 현재, 미래를 상징하는 세 불상을 함께 일컫는 개념으로 인도에서는 거의 찾아볼 수 없고 중국에서는 불상 유입 초기부터 유행하여 이미 북위시대의 운강석굴 등에서 보이기 시작하지만 초기에는 삼세불에 명확한 부처의 이름이 정해져 있지는 않았다. 그러나 6세기에 이르러 노사나불ㆍ미륵불ㆍ아미타불로 구성된 삼세불이 나타나고 9세기에도 이러한 전통이 이어지다가 요대, 금대에 이르러 연등불ㆍ석가불ㆍ미륵불의 삼세불, 남송대에 비로자나불ㆍ아미타불ㆍ약사불의 삼세불, 원대에 석가불ㆍ약사불ㆍ아미타불로 구성된 삼세불이 유행하였다. 삼세불의 전통은 우리나라에도 전해져 고려 후기에는 석가불ㆍ미륵불ㆍ아미타불로 구성된 삼세불이 조성되었으며(금강산 삼불암 마애삼세불입상), 조선시대에 이르면 석가불ㆍ약사불ㆍ아미타불로 구성된 삼세불상이 크게 유행하였다. 대원사 불상은 조선후기에 크게 유행했던 석가불ㆍ아미타불ㆍ약사불로 구성된 삼세불상의 형식을 취하고 있다.
세 불상은 각기 수인만 다를 뿐 조각수법과 크기는 물론 상호 등이 서로 유사한 특징을 보여준다. 중앙의 석가모니불은 높이 130cm로서 좌우의 두 불상에 비하여 약 10여cm가량 크지만 거의 비슷한 규모이다. 자세는 고개를 약간 숙였을 뿐 허리를 곧게 세우고 정면을 향하여 당당하게 결가부좌하였다.
얼굴은 이마부분이 각지게 표현되어 강직한 느낌을 주지만 턱 부분에 살이 많으면서도 둥글게 표현되어 부드러운 느낌을 준다. 여기에 오똑하면서도 도톰한 코와 미소를 띤 듯한 입술에 둥글면서도 군살을 두툼하게 표현한 턱 등은 양감이 풍부하여 부드러운 느낌을 준다. 螺髮의 머리에는 반원형의 중간계주(中間髻珠)와 원통형의 정상계주(頂上髻珠)가 표현되어 있으며 목에는 삼도가 뚜렷하다. 이러한 불상의 특징은 1635년 불갑사 대웅전 목조삼세불좌상, 1651년 신흥사 극락보전 아미타불상, 1656년 송광사 석가여래좌상, 고창 문수사 삼세불상 등 17세기 중반경의 불상과 유사한 특징을 보여주는 것이며, 특히 17세기 전․중반경 호남지역을 중심으로 활동하던 조각승들의 특징적인 형태라 할 수 있다.
상체는 어깨가 둥글면서도 다소 살이 찐 듯한 모습이다. 하체는 무릎 폭이 넓어 안정된 좌세를 취하고 있는데, 착의법은 우견편단으로 입은 뒤 오른쪽 어깨에 대의 자락을 살짝 걸친 형태이며, 오른쪽의 대의 아래 옷자락을 넓게 U자형으로 왼쪽 내의 속으로 끼워 넣었다. 가슴에는 넓게 군의와 그것을 묶은 의대가 표현되었는데 군의의 윗부분이 지그재그를 이루며 수평을 이루고 있다. 수인은 오른손은 결가부좌한 무릎 위에 대어 항마촉지인을 취하고 있으며 왼손은 왼쪽무릎 위에 올려 엄지와 중지를 잡고 있다. 안정된 모습으로 결가부좌한 무릎 위로는 길게 대의자락이 흘러내리고 있는데, 양 무릎에는 가로 주름을 형성하고 중앙 부분에는 대의자락이 마치 나뭇잎처럼 넓게 펴져 내렸다.
좌우에 봉안된 아미타불과 약사불은 착의법과 수인이 약간 다를 뿐 석가모니불과 거의 유사한 양식을 띄고 있다. 석가모니가 우견편단의 착의법을 보여주고 있는 반면, 약사불과 아미타불은 오른쪽 팔을 돌아 내려온 대의자락을 복부 중간 부분에서 왼쪽 대의 아래로 끼워 넣은 형식의 통견식 착의법을 보여준다. 이러한 착의법은 조선후기 불상의 전형적인 착의법 중 하나로 17세기 불상에서도 흔히 볼 수 있다. 또한 수인은 두 불상이 서로 대칭적인 모습을 취하고 있어, 아미타불상은 오른손을 어깨높이로 올려 엄지와 중지를 맞대고, 왼손은 무릎 위에 대어 엄지와 중지를 맞댄 모습이며, 약사불은 오른손과 왼손의 형태가 반대로 되어 있다.
삼세불상은 17세기 불상의 특징을 그대로 반영하고 있다. 특히 석가모니의 오른쪽 어깨 위에 걸쳐진 대의 옷자락이 둥글게 아래로 쳐져 내려오다가 다시 올라가 오른쪽 팔꿈치 뒤로 넘겨진 모습은 1640년대 영철(靈哲) 등이 조성한 부안 개암사 대웅전 목조삼세불좌상과 친연성이 엿보인다. 또 양쪽 눈썹에서 코로 이어지는 선이 분명하고 코가 오똑한 점 등은 1649년 영철(靈哲) 등이 조성한 화계사 지장보살상 및 1652년 無染 등이 조성한 완주 정수사 목조 아미타삼존불상 중 아미타불상과 유사하다. 이외에 좌우 무릎에 가로 주름이 표현되고 중앙부분에 꽃잎처럼 옷자락을 넓게 펴지게 한 기법 등은 1654년 무염(無染) 등이 조성한 영광 불갑사 목조지장보살좌상과 매우 흡사하다.

## 참고 자료
- 대원사목조삼세불좌상 - 국가유산청 국가유산포털